# Vöröstorkú tangara
A vöröstorkú tangara (Compsothraupis loricata) a madarak osztályának verébalakúak (Passeriformes) rendjébe és a tangarafélék (Thraupidae) családjába tartozó Compsothraupis nem egyetlen faja. A családon belüli elhelyezkedése még  nem tisztázott.

## Rendszerezés
Sorolták a Tangara nembe is, Tangara loricata néven.

## Előfordulása
Brazília területén honos. A természetes élőhelye szubtrópusi és trópusi síkvidéki száraz és nedves erdők. Állandó nem vonuló faj.